# Cantón de Le Fossat
El cantón de Le Fossat era una división administrativa francesa, que estaba situada en el departamento de Ariège y la región de Mediodía-Pirineos.

## Composición
El cantón estaba formado por trece comunas:
- Artigat
- Carla-Bayle
- Castéras
- Durfort
- Lanoux
- Le Fossat
- Lézat-sur-Lèze
- Monesple
- Pailhès
- Sainte-Suzanne
- Saint-Ybars
- Sieuras
- Villeneuve-du-Latou

## Supresión del cantón de Le Fossat
En aplicación del Decreto n.º 2014-174 de 18 de febrero de 2014, el cantón de Le Fossat fue suprimido el 22 de marzo de 2015 y sus 13 comunas pasaron a formar parte del nuevo cantón de Arize-Lèze.